# Antonio Fanelli
Pour les articles homonymes, voir Fanelli.
Antonio Fanelli (né le 29 mai 1966 à Bari) est un coureur cycliste et directeur sportif italien. Actif dans les années 1980 et 1990 et professionnel de 1989 à 1996, il obtient plus de 200 victoires au cours de sa carrière, dont cinq titres de champion d'Italie. Il est médaillé de bronze du championnat du monde de demi-fond en 1992. Son frère Ivan a également été cycliste professionnel.
Il fait ses débuts en tant que directeur sportif dans l'équipe amateur Giusti per l'edilizia, où il encadre notamment le futur professionnel Giovanni Visconti. En 2000, il dirige l'équipe féminine Chirio Forno D'Asolo. Il la dirige jusqu'en 2008, à l'exception de la saison 2006, durant laquelle il est à la tête de la formation SC Michela Fanini.
En 2015, il devient directeur technique régional de Toscane pour la piste. En 2016, il dirige à nouveau l'équipe féminine SC Michela Fanini. En 2018, il devient directeur sportif de l'équipe junior Fosco Bessi.

## Palmarès sur route

### Palmarès amateur
- 1984
  -  Champion d'Italie sur route juniors
- 1986
  -  Champion d'Italie sur route amateurs
  - Trofeo Salvatore Morucci
  - 2e du Giro del Casentino
  - 3e de la Coppa Bologna
- 1987
  - Grand Prix Santa Rita
  - Trofeo Pigoni e Miele
  - 3e du Gran Premio La Torre
- 1988
  - Coppa Fiera di Mercatale

### Palmarès professionnel
- 1989
  - 2e de la Coppa Sabatini
- 1990
  - 3e du Tour des Apennins
  - 3e du Tour de Campanie
- 1991
  - 3e du Tour de Romagne

### Résultats sur les grands tours

#### Tour d'Italie
- 1990 : 146e

## Palmarès sur piste

### Championnats du monde
- 1992
  -  Médaillé de bronze du demi-fond

### Championnats d'Italie
- 1992
  -  Champion d'Italie de demi-fond
- 1993
  -  Champion d'Italie de demi-fond